# Chester Music
Pour les articles homonymes, voir Chester.
Chester Music (à l'origine J. & W. Chester) est une maison d'édition musicale britannique spécialisée dans la musique classique.

## Historique
J. & W. Chester Ltd est fondé dans les années 1860 à Brighton, dans le Sussex, par John Chester et son fils William. À l'origine, la société est spécialisée dans la distribution d'éditions importées de musique classique, principalement en provenance du continent européen. En 1874, s'ouvre également un magasin de musique détaillant.
En 1915, la société est rachetée par Otto Marius Kling, le nom est conservé mais le siège social est déplacé à Londres. Outre ses activités d'agent pour des éditeurs français et russes, notamment, la Chester commence une activité propre d'édition et s'attache les services de nombreux compositeurs anglais, tels Granville Bantock, Arnold Bax, Lord Berners (en), Eugène Goossens ou John Ireland, mais aussi des compositeurs étrangers comme Alfredo Casella, Manuel de Falla, Gian Francesco Malipiero, Francis Poulenc et Igor Stravinsky,.
Un périodique, The Chesterian, est lancé en novembre 1915, à l'origine comme bulletin d'édition avant de devenir un magazine publiant des articles de contributeurs internationaux sous la houlette, à compter de 1919, du rédacteur en chef Georges Jean-Aubry. La publication est interrompue pendant la Seconde Guerre mondiale avant de reprendre en 1947 et de paraître jusqu'en 1961.
En 1924, Harry Kling succède à son père à la tête de la société.
À partir de 1957, Chester est racheté par Hansen. En 1989, Chester Music devient une marque du groupe Music Sales et sa bibliothèque de location, désormais associée à celle de Novello, est l'une des plus importantes de Grande-Bretagne,.

## Publications
La société a édité de nombreux compositeurs phares de la musique moderne,.
Sont notamment publiées par Chester les partitions de L'Histoire du soldat et de L'oiseau de feu d'Igor Stravinsky, Le Tricorne et L'Amour sorcier de de Falla. Rapsodie nègre et Mouvements perpétuels de Francis Poulenc sont édités dans les années 1920, peu de temps après leur première représentation à la demande de Stravinsky.
Plus récemment, parmi les compositeurs contemporains au catalogue, figurent Lutosławski, Peter Maxwell Davies, John Tavener, Robert Saxton, Anthony Payne et Geoffrey Burgon, ainsi que Weir, Saariaho, Salonen et Henze.